# Luigi Platé
Luigi Platé (3 september 1894 - 16 december 1975) was een Italiaans autocoureur. Hij was vooral tussen de oorlogen actief als coureur, met onder andere een tweede plaats bij de Grand Prix van Tripoli in 1925. Aan het eind van de jaren '40 reed hij voor Maserati en Talbot ook nog een aantal Grands Prix. In 1950 schreef hij zich in voor één Formule 1-race, zijn thuisrace van dat jaar voor het team Talbot-Lago, maar was op het moment van de race niet aanwezig op het Autodromo Nazionale Monza en startte niet.